# میهای چوکونائی ویتز
میهای چوکونائی ویتِز (مجاری: Csokonai Vitéz Mihály، زادهٔ ۷ نوامبر ۱۷۷۳ در دبرتسن – درگذشتهٔ ۲۸ ژانویهٔ ۱۸۰۵ در دبرتسن) یکی از شاعران برجستهٔ عصر روشنگری در مجارستان بود.

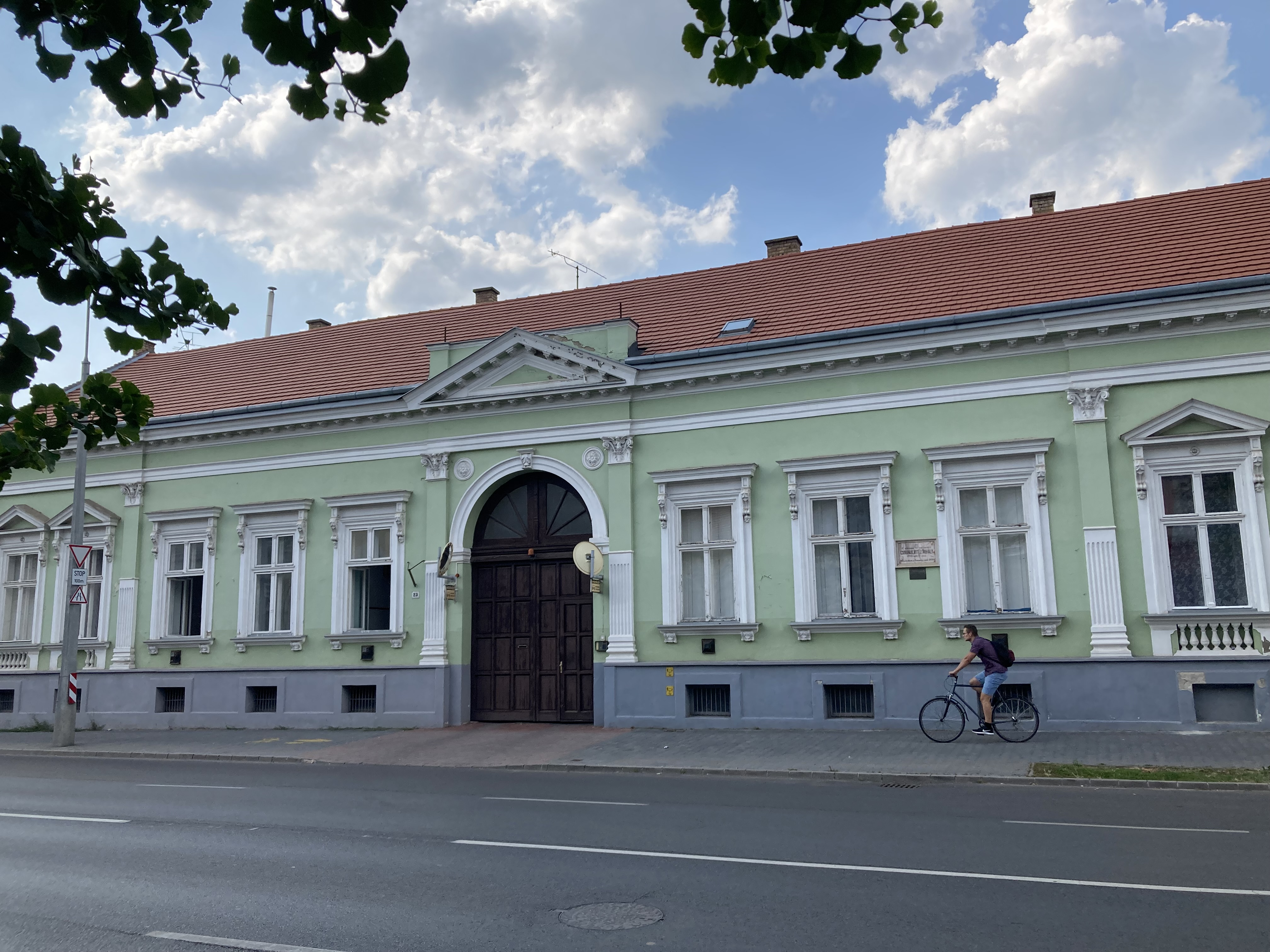
خانهٔ تولد چوکونائی در خیابان هاتوان شماره ۲۳، دبرتسن

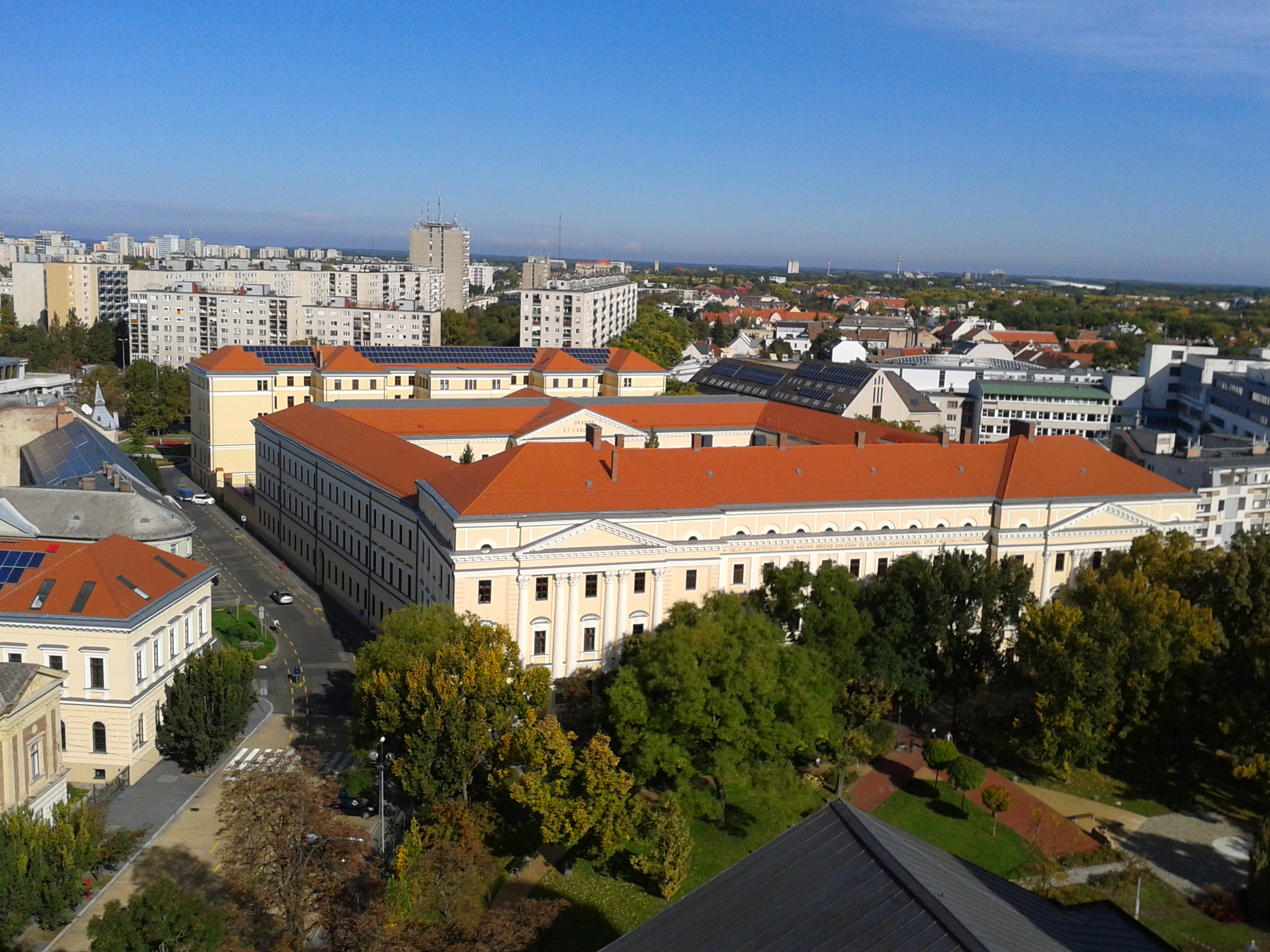
کالج کالوینیسم دبرتسن

## زندگی
چوکونائی در شهر تولدش، دبرتسن در کالج کالوینیسم تحصیل کرد. پس از فارغ‌التحصیلی در ۱۷۸۸ به فراگیری هندسه کاربردی، علوم طبیعی، فلسفه، الهیات، تاریخ و ادبیات کلاسیک پرداخت. در بهار ۱۷۹۳ به او منصب استادیاری پیشنهاد شد. در آن زمان در دایرهٔ دوستی فرنتس کازینتسی، از چهره‌های برجستهٔ اصلاح‌طلب زبان و عضو فرهنگستان راه پیدا کرده‌بود. اما اگرچه در میان دانشجویان محبوبیت داشت، حسادت همکاران ارشد باعث شد چندان دوام نیاورد و در ژوئیه ۱۷۹۵ از کار برکنار شد. همدردی او با ایده‌های انقلابی در زمان جنگ ناپلئون، زندگی او را دستخوش ناملایمات کرد. در طول زندگی‌اش به او توجهی نشد و به یک شاعر دوره‌گردِ بدشانس در عشق مبدل گشت. برخلاف آثار اولیهٔ سرشار از آرمان‌گرایی، آثار بعدی او دربارهٔ درد عشق انکار شده و فقر بود. زن مورد علاقه او دختری ثروتمند، با نام «لیلّا» در اشعارش، پس از رسیدن او به موقعیت مالی ازدواج کرده‌بود. او در نارضایتی شدید از زندگی به دبرتسن بازگشت و در فقر از بیماری سل درگذشت. آثار ادبی او تنها پس از مرگش به شهرت رسید.

## ویژگی ادبی
چوکونائی یکی از اولین نظریه‌پردازان نوای گفتار در مجارستان بود و با موفقیت معیارهای وزن شعر اروپایی را با قالب شعر مجاری تطبیق داد. او همچنین نمایشنامه‌نویس و نویسندهٔ اولین حماسه طنز مجاری، از جمله محبوب‌ترین اثرش به نام دوروتیا (۱۷۹۹) بود.

## الهام از حافظ
کاروی رویتسکی از حافظ اشعاری ترجمه کرده‌بود که چوکونائی به آنها دسترسی پیدا نکرد. ولی ویلیام جونز با استفاده از آثار رویتسکی کتاب شعرهای آسیایی را در مورد عروض فارسی نوشته‌بود. در کتاب جونز، چند غزل نیز از حافظ به عنوان نمونهٔ عروض به لاتین وجود داشت و چوکونائی پس از خواندن آنها، شعری با عنوان «آرامگاه حافظ» در ستایش حافظ و عظمت شعر او در سال ۱۸۰۱ سرود. سرودهٔ او از اولین نمونه‌های اروپایی چنین اشعاری حتی قبل از دیوان غربی–شرقی گوته در ۱۸۱۹ است که به دلیل زبان مجاری شهرت چندانی پیدا نکرده است. آن شعر مناسب برای اجرا با موسیقی است و با تکخوان و همخوان‌ها خوانده می‌شود.
او در نظر داشت تصویری نیز از آرامگاه حافظ به شیوهٔ آرامگاه‌های اروپایی ترسیم کند که به‌سبب درگذشت زودرس عملی نشد.
چوکونائی در مقاله‌ای با عنوان «در مورد شعر آسیایی» شعر ایرانی و آسیایی را در ده صفحه شرح داده و آنها را با اشعار اروپایی مقایسه کرده است.

## یادبود
در شش مرداد ۱۴۰۱ لوح یادبود چوکونائی به همراه شعر «آرامگاه حافظ» به فارسی و مجاری در حافظیه قرار گرفت.

## یادداشت
1. مجاری: Morelli Gusztáv
2. ↑  مجاری: Morelli Gusztáv

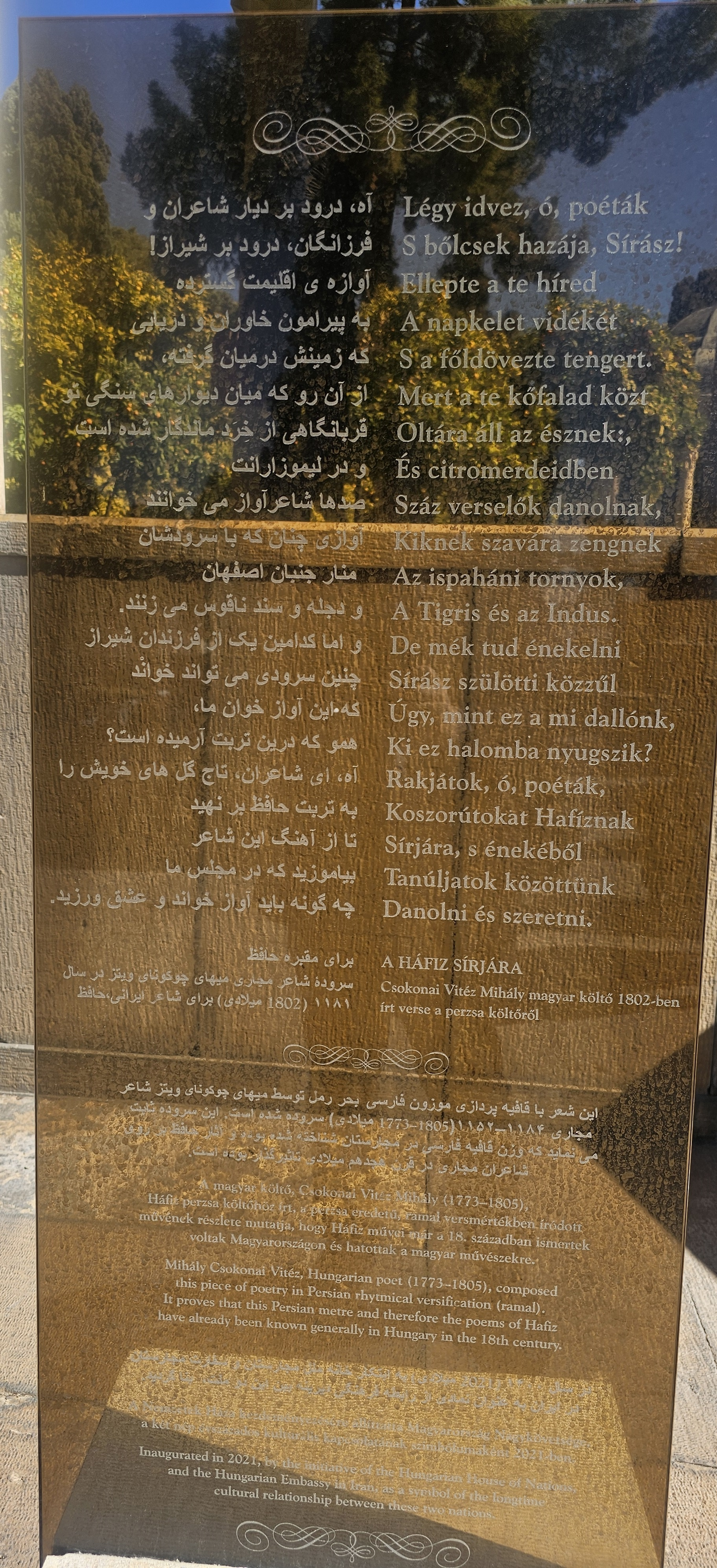
شعر میهای چوکونائی ویتز برای حافظ (نصب شده در حافظیه)

3. ↑  [چ ُ ک ُ] چوکونائی تلفظ صحیح‌تری از چوکونایی است.
4. ↑  Lilla
5. ↑  Dorottya